# دانیله دالا بونا
دانیله دالا بونا (انگلیسی: Daniele Dalla Bona؛ زادهٔ ۱۲ اوت ۱۹۸۳) بازیکن فوتبال اهل ایتالیا است.
از باشگاه‌هایی که در آن بازی کرده‌است می‌توان به باشگاه فوتبال مودنا، باشگاه فوتبال ارورا پرو پاتریا ۱۹۱۹، باشگاه فوتبال چیتادلا، باشگاه فوتبال پرو ورچلی، و باشگاه فوتبال وارزه اشاره کرد.